# Warme chocolademelk

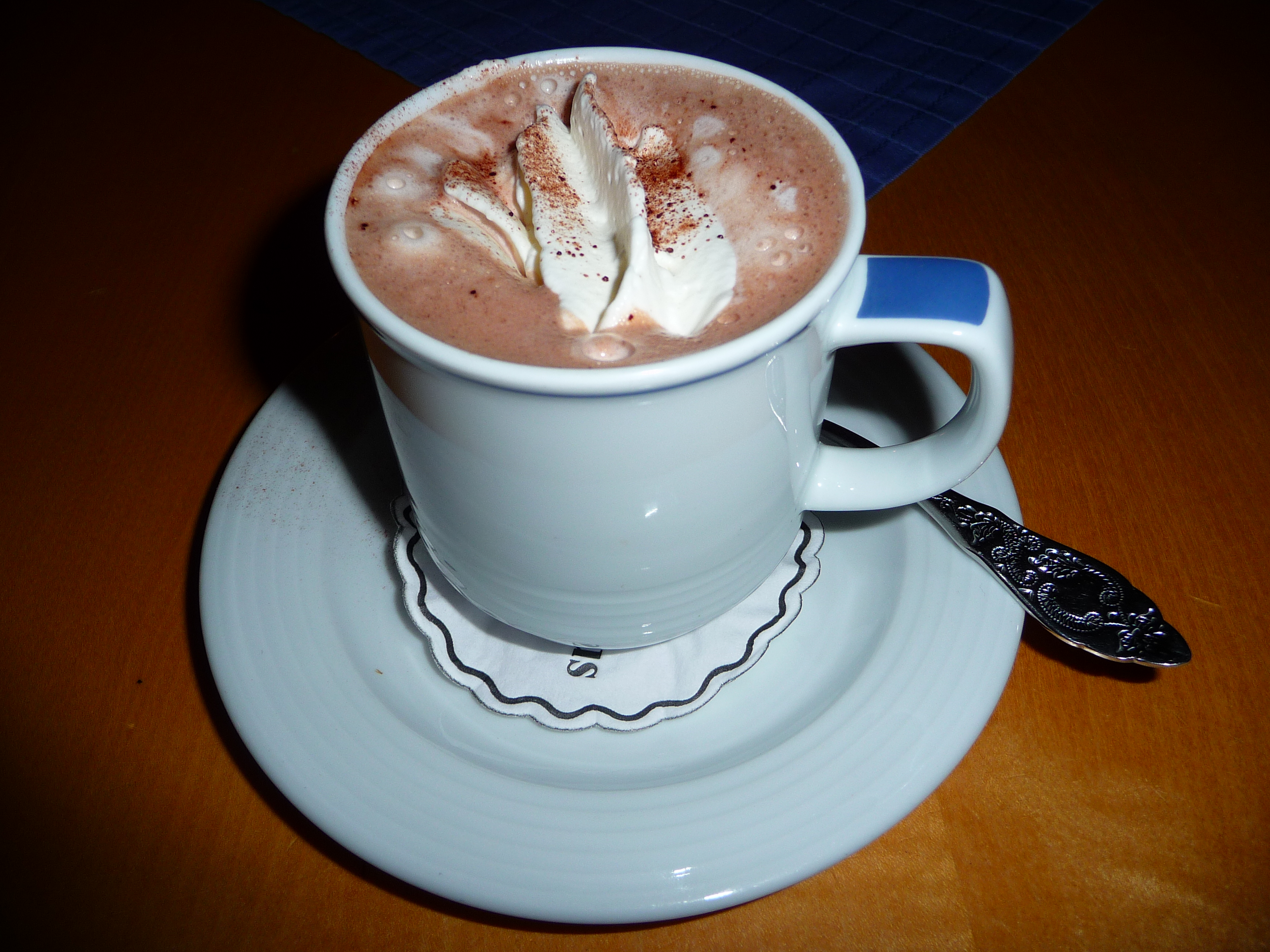
Kopje warme chocolademelk met slagroom en cacaopoeder

Warme chocolademelk, ook bekend als warme cacao, is een verwarmde drank gemaakt van geraspte chocolade, gesmolten chocolade of cacaopoeder, verwarmde melk of water en vaak ook suiker. Warme chocolademelk kan met slagroom worden bedekt. Warme chocolade gemaakt met gesmolten chocolade wordt soms drinkchocolade genoemd, gekenmerkt door minder zoetheid en een dikkere consistentie.

## Geschiedenis

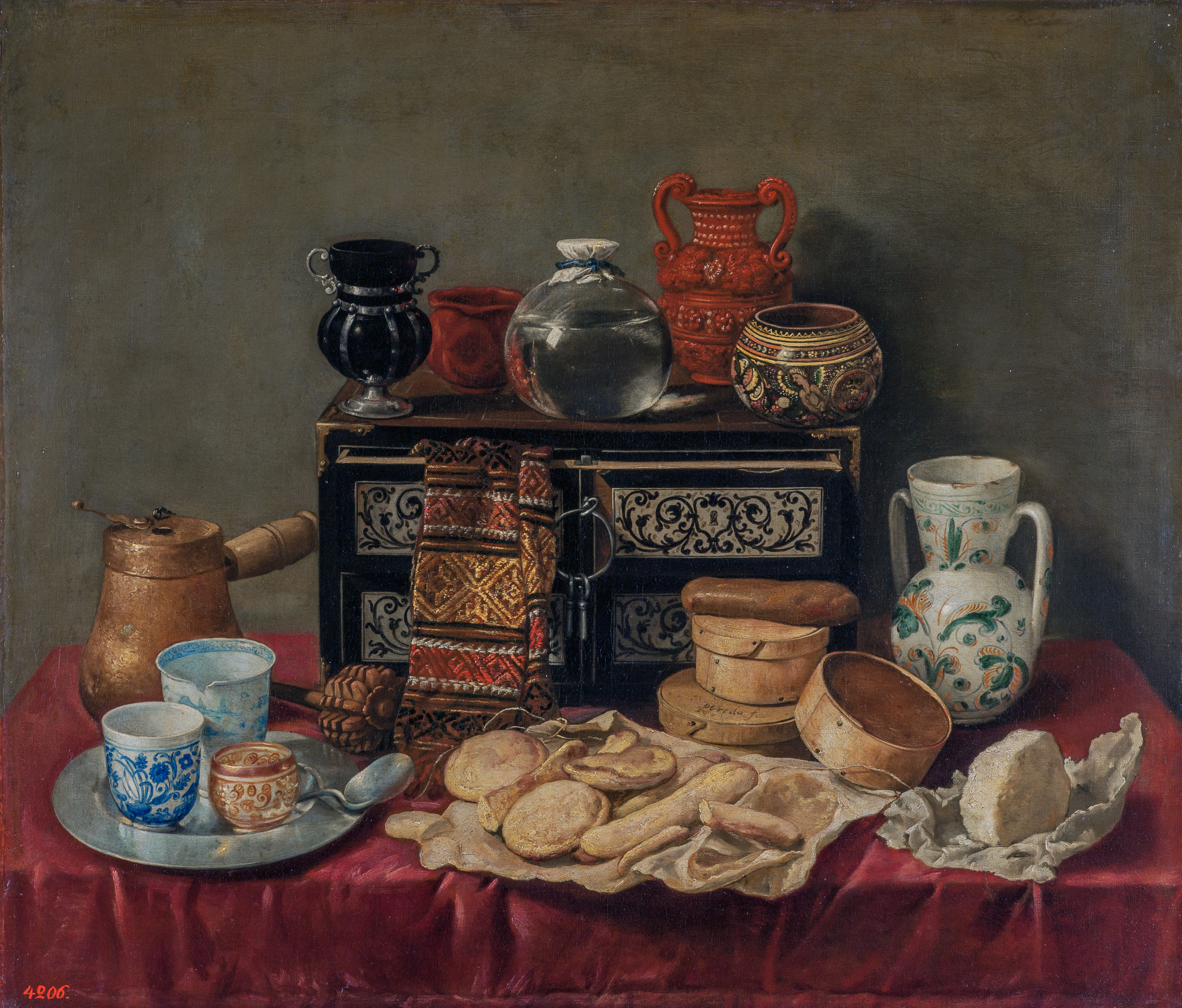
Antonio de Pereda, Stilleven met ebbenhouten kist, 1652 (Hermitage, Sint-Petersburg). Dit schilderij toont hoe de Spaanse aristocratie warme chocolade dronk: rechts de ingrediënten (chocoladepasta, suikerklont, water), links het gereedschap (chocolatera, molinillo, tassen) en in het midden de koekjes en broodjes die erbij werden gegeten.

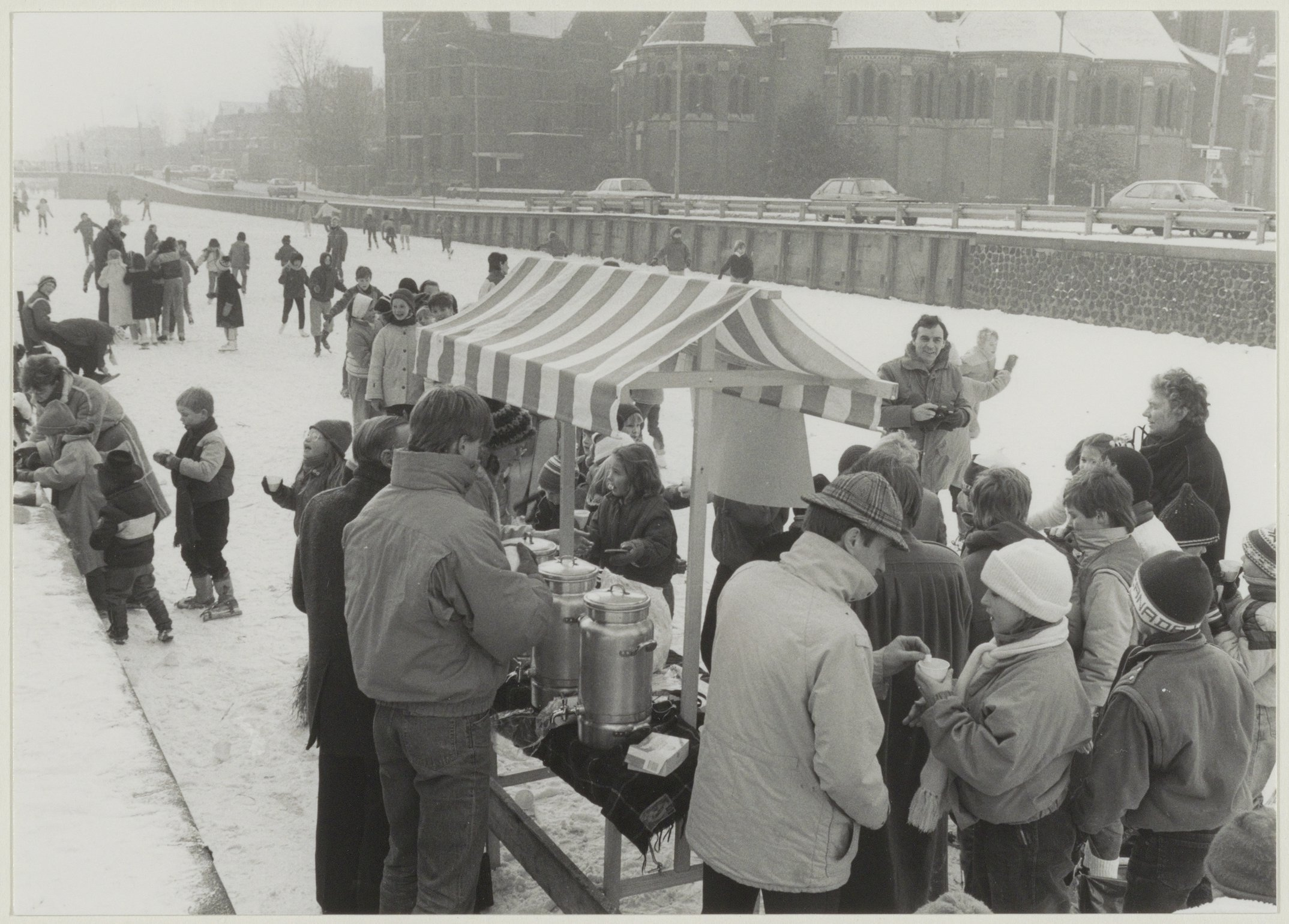
Verkoop van koek en chocolademelk op het ijs (Haarlem, 1985)

De eerste chocoladedrank werd waarschijnlijk door de Maya's circa 2000 jaar geleden gemaakt en de cacaodrank was een essentieel onderdeel van de Azteekse cultuur rond 1400 v.C. Deze xocoatl werd vaak op smaak gebracht met vanille, chilipeper en piment.
De drank werd in de vroege 16e eeuw vanuit Mexico in de rest van de Nieuwe Wereld geïntroduceerd. De kolonisten namen in essentie de technieken van de Amerindianen over (extraheren van de cacaobonen uit de vruchten, vergisten, drogen, branden, verbrijzelen, malen en vermengen van de pasta met specerijen). Het toevoegen van suiker was de voornaamste aanpassing aan de Europese smaak. Aanvankelijk was het vooral de drank van de creolen in Nieuw-Spanje. In de jaren 1580 werden de eerste commerciële vrachten cacao verscheept naar Sevilla. In de 17e eeuw verspreidde het drinken van chocolade zich via kloosters en vorstenhoven buiten het Spaanse Rijk. De Franse bereidingswijze verving het hete water door melk.
Lange tijd was chocolade drinken een luxe die enkel rijken zich konden permitteren. Tot de 19e eeuw werd chocolade ook gebruikt als medicijn om aandoeningen zoals lever- en maagziekten te behandelen. 
In het begin van de 20e eeuw was in Nederland de cacaodrank Fosco zeer populair. 
Tegenwoordig wordt warme chocolademelk over de hele wereld geconsumeerd en komt het in verschillende variaties voor, waaronder de gekruide chocolademelk para mesa uit Latijns-Amerika, de zeer dikke cioccolata calda, geserveerd in Italië, de chocolate a la taza, geserveerd in Spanje en de dunnere warme cacaomelk gebruikt in de Verenigde Staten.
In Nederland behoort warme chocolademelk tot de typisch winterse dranken. Op schaatsbanen en natuurijs is het de belangrijkste niet-alcoholische drank van koek-en-zopiekramen.

## Toebereiding
Voorbereide warme chocolademelk wordt verkocht in een groot aantal zaken, waaronder cafetaria's, fastfoodrestaurants, koffiehuizen en cafés. Instantchocolademelkpoeder wordt verkocht in supermarkten, waaraan kokend water of warme melk kan worden toegevoegd om de drank thuis te bereiden.

## Chocoladekannen
Voor het schenken van warme chocolademelk werden speciale chocoladekannen gemaakt, meestal uit porselein of metaal. De chocoladekannen uit de 18e en begin 19e eeuw hadden vaak een gat met een schuifklep in het deksel. Dit gat was nodig om met een roerstok in de warme chocolademelk te roeren. De chocolade was toen niet zo gemakkelijk oplosbaar en had de neiging om naar de bodem te zinken. Met de roerstaaf kon de chocolademelk worden opgeklopt en zo met schuimvorming worden geserveerd in de tassen.
Vanaf einde 18e eeuw is er weinig onderscheid tussen chocolade- en koffiekannen en een aantal werden waarschijnlijk voor beiden gebruikt. Chocolademelk werd ook vaak geserveerd in kruiken. De chocoladekruiken uit de 19e en 20e eeuw konden heel goed onderscheiden worden van de koffiepotten omdat ze een bek of een korte tuit hadden op de top van de kan, terwijl koffiepotten een langere tuit hadden die verder naar beneden geplaatst was.

## Fotogalerij

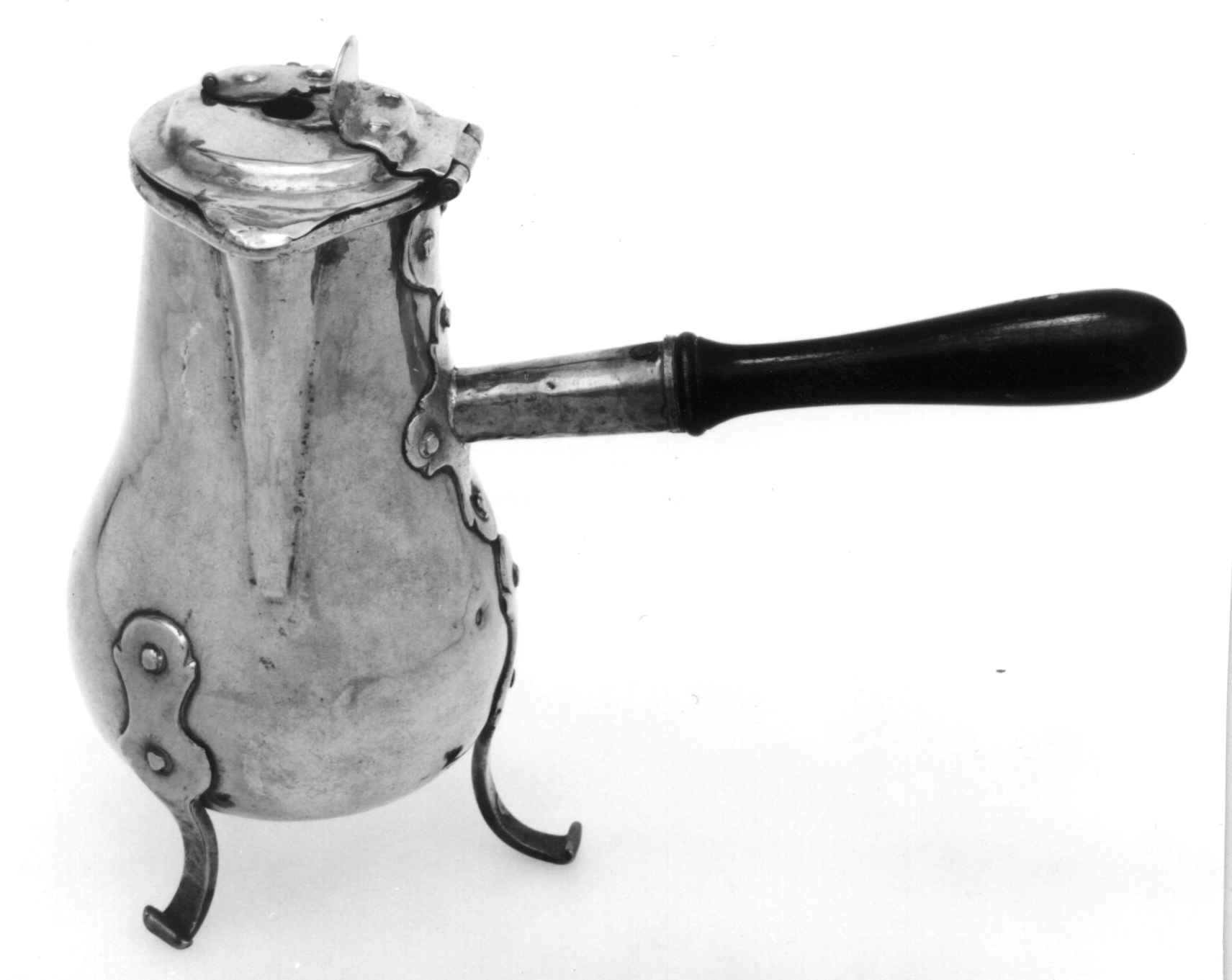
Chocoladekan uit 1700 van Mandal in Vest-Agder, gemaakt van koper en met een opening in het deksel voor de roerstok, Norsk Folkemuseum, Bygdøy.
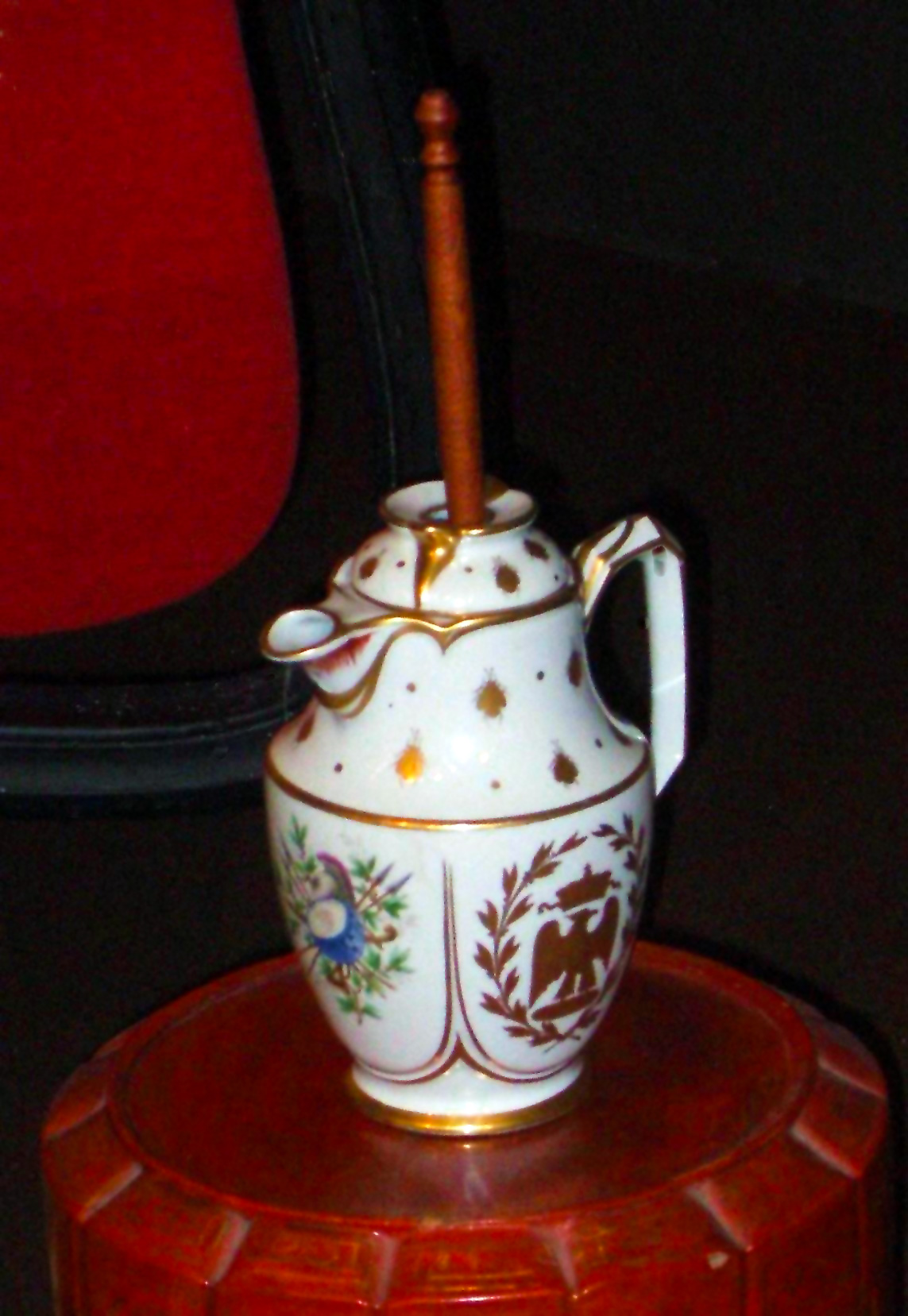
Chocoladekan in Empirestijl (begin 19e eeuw, Salon du chocolat, Parijs.
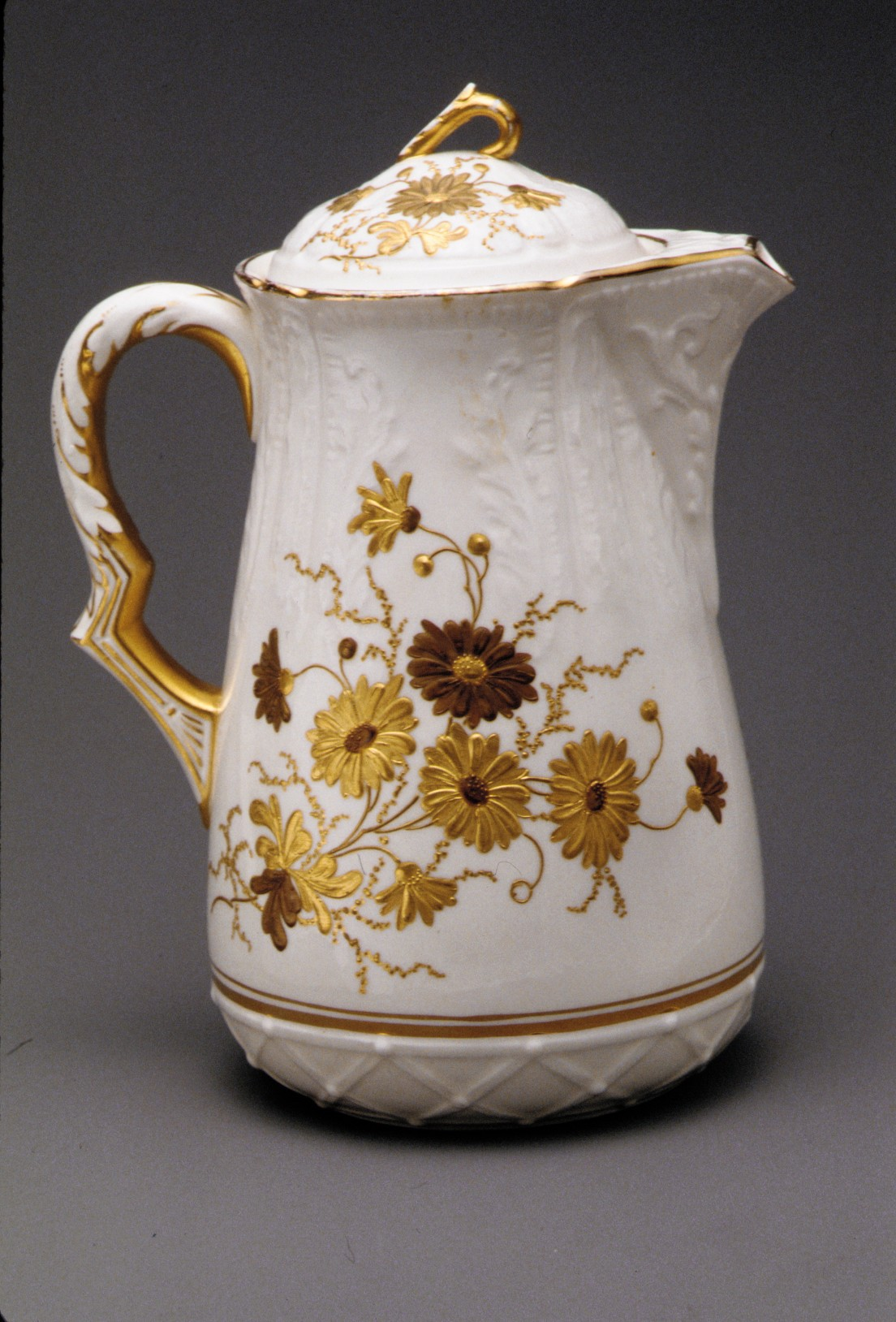
Chocoladekan in porselein met bloemendecor (circa 1900), Metropolitan Museum of Art, New York.
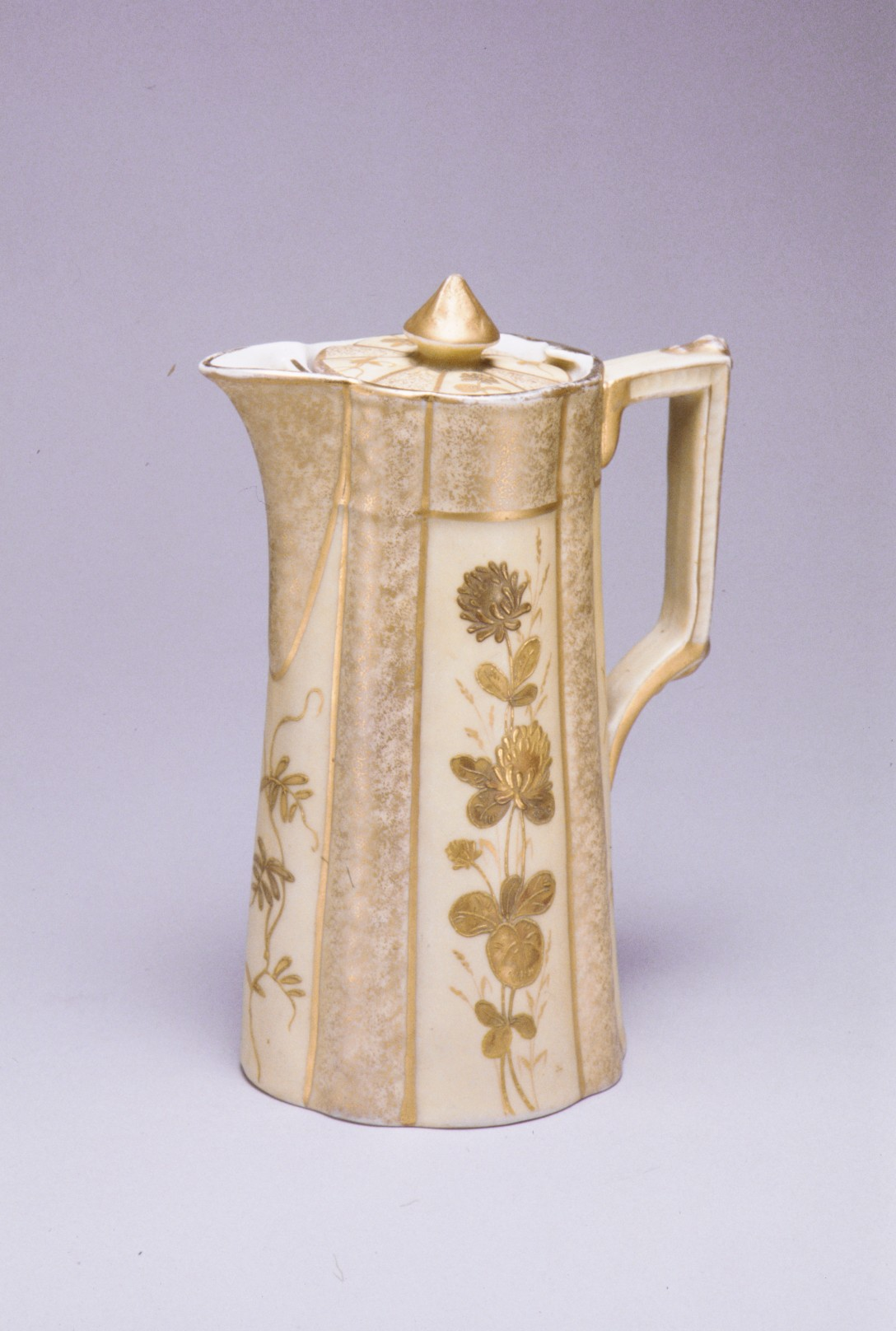
Chocoladekan in porselein (circa 1890), Metropolitan Museum of Art, New York.
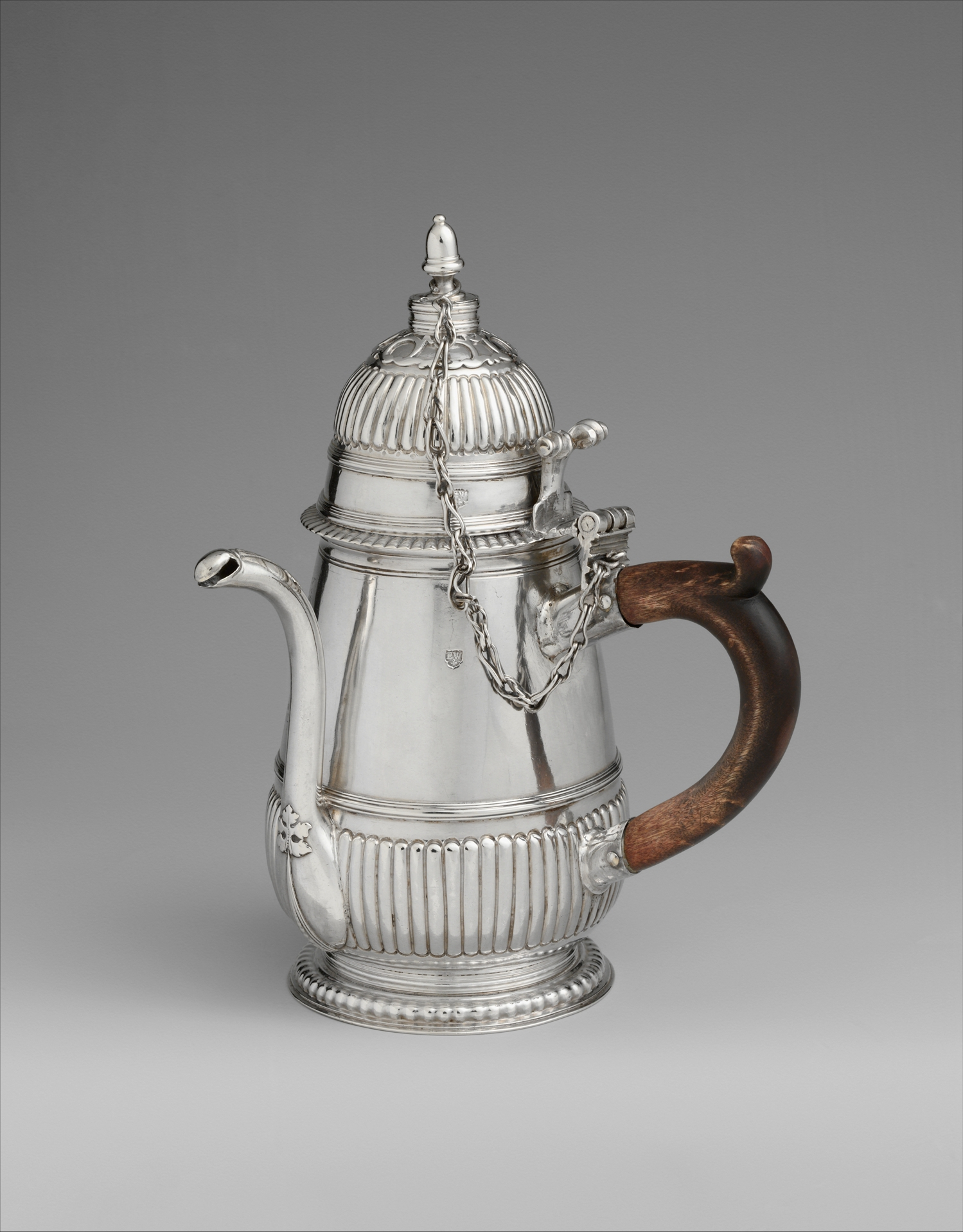
Chocoladekan in zilver (circa 1700), Metropolitan Museum of Art, New York.
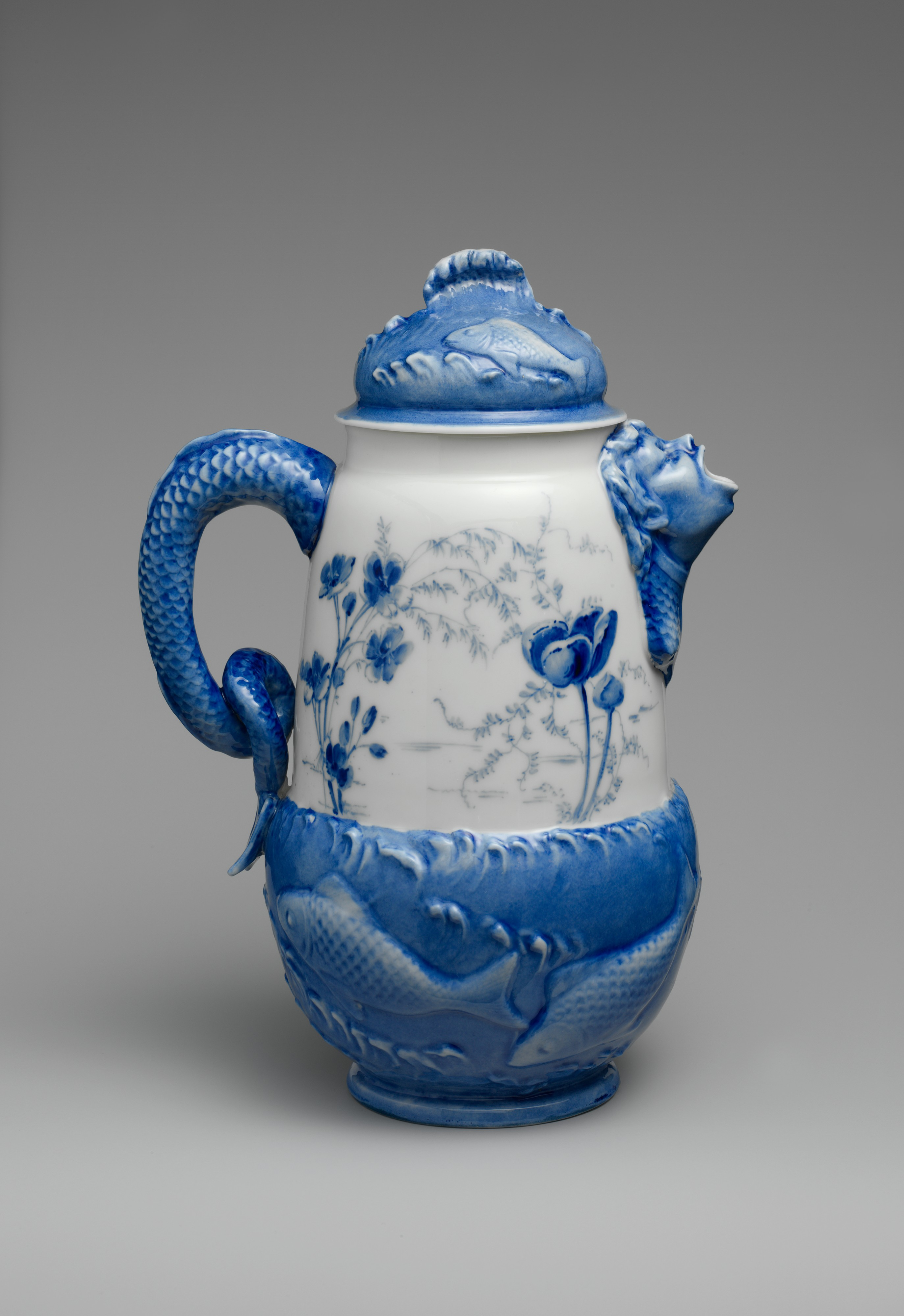
Chocoladekan in blauw-wit porselein (1890-1896), Metropolitan Museum of Art, New York.
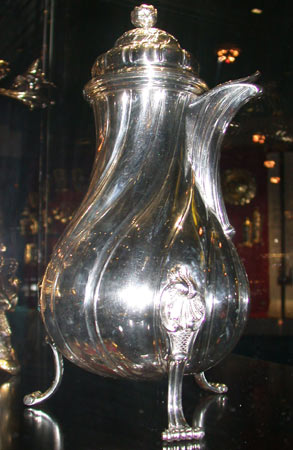
Chocoladekan in zilver (Rijsel, 1779), Victoria and Albert Museum, Londen.
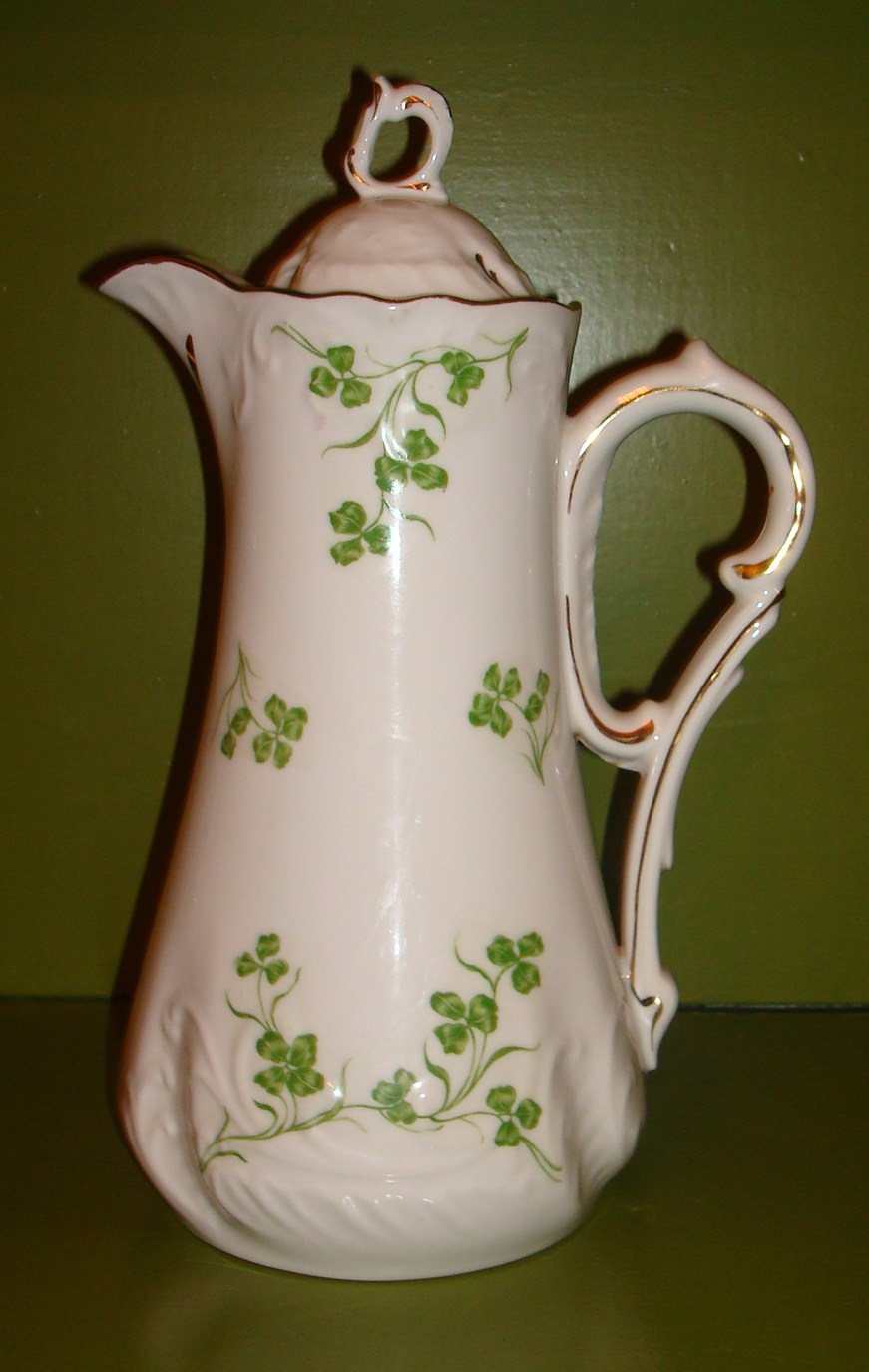
Chocoladekan in porselein van de Porsgrunds Porselænsfabrik (1907), Norsk Folkemuseum, Bygdøy.